# 马克·拉万
马克·吕西安·拉万（Marc Lucien Lavoine，1962年8月6日—）是一位法国歌手、演员。1985年，他的单曲《她有一双锐利的眼睛...》登上法国单曲排行榜，位列第四，他的音乐生涯就此开始。拉万亦曾参演过电视剧《跨國大追緝》，饰演国际刑事法院一警队队长路易斯·丹尼尔（Louis Daniel）。